# 小行星4325
小行星4325（英語：4325 Guest）是一颗围绕太阳公转的小行星。1982年4月18日，愛德華·鮑威爾在可可尼诺县发现了此天体。
这颗小行星的绝对星等为109.3513632140656等。